# Gabriel Pais
Gabriel Pais  ist ein uruguayischer Politiker.
Pais, der der Partido Colorado angehört und dort die Lista 15 vertritt, saß in der 45. Legislaturperiode vom 15. Februar 2000 bis zum 14. Februar 2005 als Abgeordneter für das Departamento Montevideo in der Cámara de Representantes. Zudem leitete er vom 24. November 2004 bis zum 13. Februar 2005 das Ministerium für Verkehr und öffentliche Bauten.